# Chlorota columbica
Chlorota columbica är en skalbaggsart som beskrevs av Ohaus 1912. Chlorota columbica ingår i släktet Chlorota och familjen Rutelidae.

## Underarter
Arten delas in i följande underarter:
- C. c. boliviana
- C. c. peruana